# Minyriolus medusa
Minyriolus medusa är en spindelart som först beskrevs av Simon 1881.  Minyriolus medusa ingår i släktet Minyriolus och familjen täckvävarspindlar. Inga underarter finns listade i Catalogue of Life.